# 23318 Salvadorsanchez
23318 Salvadorsanchez este un asteroid din centura principală de asteroizi.

## Descriere
23318 Salvadorsanchez este un asteroid din centura principală de asteroizi. A fost descoperit pe 20 ianuarie 2001 la Ametlla de Mar de Jaume Nomen Torres. Asteroidul prezintă o orbită caracterizată de o semiaxă mare de 3,20 ua, o excentricitate de 0,07 și o înclinație de 12,1° în raport cu ecliptica.